# Britney (Album)
Britney ist das dritte Studioalbum der US-amerikanischen Popsängerin Britney Spears aus dem Jahr 2001.

## Entstehung und Veröffentlichung
Die Erstveröffentlichung von Britney erfolgte am 6. November 2001 bei Jive Records. Das Album erschien in seiner Standardausführung als CD mit 13 Titeln (Katalognummer: 9222522). Am gleichen Tag erschien eine Deluxeversion mit drei Bonustiteln (Katalognummer: 9223852). Eine „Special Edition“ vom 3. Juni 2002 wurde um eine DVD erweitert (Katalognummer: 9223852). Am 31. März 2023 erschien das Album erstmals als LP-Ausführung bei Sony Music (Katalognummer: 19658779141). Spears unterstützte die Promotion des Albums mit ihrer Dream Within a Dream Tour.
Die Lieder wurden von verschiedenen wechselnden Autoren geschrieben, wobei Spears selbst Koautorin von fünf Liedern ist. Die Produktion erfolgte ebenfalls durch wechselnde Produzenten, darunter namhafte wie Rodney Jerkins (Darkchild), Karl Sandberg (Max Martin), Justin Timberlake oder das Duo The Neptunes (Chad Hugo und Pharrell Williams).

## Stil
Erstmals versuchte sich Spears mit anderen Musikgenres, so sind zwei der ausgekoppelten Songs, I’m a Slave 4 U als erste Single und später Boys, im R&B-Bereich einzuordnen, beide produziert vom amerikanischen Hip-Hop-Duo The Neptunes.

## Titelliste
1. I’m a Slave 4 U (Chad Hugo, Pharrell Williams) – 3:23
2. Overprotected (Max Martin, Rami Yacoub) – 3:18
3. Lonely (Rodney Jerkins, Brian Kierulf, Joshua Schwartz, Britney Spears) – 3:19
4. I’m Not a Girl, Not Yet a Woman (Max Martin, Dido, Rami Yacoub) – 3:51
5. Boys (Chad Hugo, Pharrell Williams) – 3:26
6. Anticipating (Brian Kierulf, Joshua Schwartz, Britney Spears) – 3:16
7. I Love Rock ’n’ Roll (Jake Hooker, Alan Merrill) – 3:06 (Originalinterpret: Arrows)
8. Cinderella (Max Martin, Rami Yakoub, Britney Spears) – 3:39
9. Let Me Be (Brian Kierulf, Joshua Schwartz, Britney Spears) – 2:51
10. Bombastic Love (Max Martin, Rami Yakoub) – 3:05
11. That’s Where You Take Me (Brian Kierulf, Joshua Schwartz, Britney Spears) – 3:32
12. When I Found You (D. Hill, Jörgen Elofsson) – 3:37
13. What It’s Like to Be Me (Wade Robson, Justin Timberlake) – 2:50

### Deluxeversion
14. Overprotected (The DarkChild Remix) – 3:07
15. I’m Not a Girl, Not Yet a Woman (Metro Mix) – 5:25
16. I’m a Slave 4 U (Thunderpuss Radio Remix) – 3:19

### Bonus DVD
1. „Britney Talks: Part 1“
2. I’m a Slave 4 U (Musikvideo)
3. „Britney Talks: Part 2“
4. Overprotected (Musikvideo)
5. „Britney Talks: Part 3“
6. I’m Not a Girl, Not Yet a Woman (Musikvideo)
7. „Britney Talks: Part 4“
8. Overprotected (The DarkChild Remix) (Musikvideo)
9. „Britney Talks: Part 5“
10. „Making of Pepsi: Right Now (Taste the Victory)“
11. „Britney Talks: Part 6“

## Singleauskopplungen
Insgesamt wurden sechs Singles aus Britney ausgekoppelt. Als erste Single wurde weltweit im September 2001 der von The Neptunes produzierte R&B-Hit I’m a Slave 4 U veröffentlicht. Mit diesem Song und dem dazugehörigen Video ging Spears in ein vollkommen andere Richtung: Die Sängerin zeigte sich dem Publikum deutlich reifer, erwachsener und verruchter. Als zweite und dritte Singleauskopplungen wurden Overprotected und I’m Not a Girl, Not Yet a Woman veröffentlicht, wobei erstere als zweite Single in Australien und im Vereinigten Königreich verwendet wurde und letztere in den USA sowie dem restlichen Europa. Beide Singles symbolisierten für die Kritiker die „Rückkehr zum Pop“, für den Spears sich zunächst entschied. Overprotected wurde auch als dritte Single für die USA gewählt, jedoch nicht im deutschsprachigen Raum, zunächst jedoch von Rodney Jerkins geremixt und somit als Overprotected (Darkchild Remix) mit neuen Video veröffentlicht.
I’m Not a Girl, Not Yet a Woman, gleichzeitig der Titelsong von Spears ersten Kinofilm Not a Girl, erschien nun als dritte Single in Großbritannien und weiteren Ländern.
Zwischen den beiden Liedern gab es also einen Single-Split.
Es folgten I Love Rock ’n’ Roll, ein Cover von der Band Arrows und gleichzeitig Soundtrack von Spears’ Kinofilm, und Boys, welches wiederum neu abgemischt wurde (von The Neptunes) und als Boys (The Co-Ed Remix) erschien, nun eine Kollaboration mit Pharrell Williams. Als sechste Single veröffentlichte Jive Records Anticipating nur in Frankreich und Brasilien anstatt I Love Rock ’n’ Roll. Diese Singleauskopplung war die erste und bislang letzte „Testveröffentlichung“; die Plattenfirma wollte mit der 80er-Jahre inspirierten Single ein anderes Publikum ansprechen, was auch gelang, da die Single in beiden Ländern einen passablen Erfolg hatte und der Einstieg in die Charts gelang.
Singles in den Charts

| Jahr | Titel                           | Höchstplatzierung, Gesamtwochen, AuszeichnungChartplatzierungen (Jahr, Titel, , Platzierungen, Wochen, Auszeichnungen, Anmerkungen) | Höchstplatzierung, Gesamtwochen, AuszeichnungChartplatzierungen (Jahr, Titel, , Platzierungen, Wochen, Auszeichnungen, Anmerkungen) | Höchstplatzierung, Gesamtwochen, AuszeichnungChartplatzierungen (Jahr, Titel, , Platzierungen, Wochen, Auszeichnungen, Anmerkungen) | Höchstplatzierung, Gesamtwochen, AuszeichnungChartplatzierungen (Jahr, Titel, , Platzierungen, Wochen, Auszeichnungen, Anmerkungen) | Höchstplatzierung, Gesamtwochen, AuszeichnungChartplatzierungen (Jahr, Titel, , Platzierungen, Wochen, Auszeichnungen, Anmerkungen) | Anmerkungen                                                                     |
| Jahr | Titel                           | DE | AT | CH | UK | US | Anmerkungen                                                                     |
| ---- | ------------------------------- | --- | --- | --- | --- | --- | ------------------------------------------------------------------------------- |
| 2001 | I’m a Slave 4 U                 | DE3 (10 Wo.)DE | AT6 (14 Wo.)AT | CH7 (21 Wo.)CH | UK4 (18 Wo.)UK | US27 (14 Wo.)US | Erstveröffentlichung: 24. September 2001 Verkäufe: + 1.605.000                  |
| 2001 | Overprotected                   | — | — | — | UK4 (12 Wo.)UK | US86 (5 Wo.)US | Erstveröffentlichung: 12. Dezember 2001 Verkäufe: + 875.000                     |
| 2002 | I’m Not a Girl, Not Yet a Woman | DE10 (15 Wo.)DE | AT3 (17 Wo.)AT | CH16 (21 Wo.)CH | UK2 (11 Wo.)UK | — | Erstveröffentlichung: 18. Februar 2002 Verkäufe: + 235.000                      |
| 2002 | I Love Rock ’n’ Roll            | DE7 (13 Wo.)DE | AT9 (17 Wo.)AT | CH15 (16 Wo.)CH | UK13 (12 Wo.)UK | — | Erstveröffentlichung: 27. Mai 2002 Verkäufe: + 35.000                           |
| 2002 | Boys                            | DE19 (9 Wo.)DE | AT18 (9 Wo.)AT | CH20 (9 Wo.)CH | UK7 (8 Wo.)UK | — | Erstveröffentlichung: 29. Juli 2002 Verkäufe: + 35.000; feat. Pharrell Williams |

## Rezensionen
AllMusic vergab 4,5 von 5 Sternen mit der Erklärung, dass die Sängerin mit diesem Album ihre Persönlichkeit offenbare, erwachsener wirke und trotzdem sie selbst sei.

## Kommerzieller Erfolg

### Chartplatzierungen
Britney avancierte unter anderem in Deutschland, Österreich, der Schweiz und den Vereinigten Staaten zum Nummer-eins-Album. In Deutschland, der Schweiz und den Vereinigten Staaten ist es nach … Baby One More Time (Januar 1999) und Oops!… I Did It Again (Mai 2000) das dritte Nummer-eins-Album für Spears; in Österreich nach Oops! … I Did It Again das zweite. Keinem weiblichen Interpreten gelang es zuvor, mit drei Studioalben hintereinander in den US-amerikanischen Billboard 200 auf Rang eins einzusteigen. Den Rekord baute Spears mit dem Nachfolger In the Zone (November 2003) aus.
| ChartsChartplatzierungen       | Höchstplatzierung | Wochen |
| ------------------------------ | ----------------- | ------ |
| Deutschland (GfK)              | 1 (39 Wo.)        | 39     |
| Österreich (Ö3)                | 1 (46 Wo.)        | 46     |
| Schweiz (IFPI)                 | 1 (35 Wo.)        | 35     |
| Vereinigte Staaten (Billboard) | 1 (58 Wo.)        | 58     |
| Vereinigtes Königreich (OCC)   | 4 (42 Wo.)        | 42     |

| ChartsJahrescharts (2001) | Platzierung |
| ------------------------- | ----------- |
| Deutschland (GfK)         | 85          |
| Österreich (Ö3)           | 75          |
| Schweiz (IFPI)            | 48          |

| ChartsJahrescharts (2002)      | Platzierung |
| ------------------------------ | ----------- |
| Deutschland (GfK)              | 49          |
| Österreich (Ö3)                | 21          |
| Schweiz (IFPI)                 | 49          |
| Vereinigte Staaten (Billboard) | 8           |
| Vereinigtes Königreich (OCC)   | 79          |

### Auszeichnungen für Musikverkäufe
Das Album verkaufte sich laut Schallplattenauszeichnungen über 7,3 Millionen Mal. In den Vereinigten Staaten verkaufte sich Britney allein in der ersten Verkaufswoche über 746.000 Mal.
| Land/Region                  | Auszeichnungen für Musikverkäufe (Land/Region, Auszeichnung, Verkäufe) | Verkäufe  |
| ---------------------------- | ---------------------------------------------------------------------- | --------- |
| Argentinien (CAPIF)          | Platin                                                                 | 40.000    |
| Australien (ARIA)            | 2× Platin                                                              | 140.000   |
| Belgien (BRMA)               | Platin                                                                 | (50.000)  |
| Brasilien (PMB)              | Gold                                                                   | 50.000    |
| Dänemark (IFPI)              | Gold                                                                   | (25.000)  |
| Deutschland (BVMI)           | Platin                                                                 | (300.000) |
| Europa (IFPI)                | 2× Platin                                                              | 2.000.000 |
| Finnland (IFPI)              | Gold                                                                   | (16.551)  |
| Frankreich (SNEP)            | Platin                                                                 | (300.000) |
| Italien (FIMI)               | Platin                                                                 | (100.000) |
| Japan (RIAJ)                 | Platin                                                                 | 200.000   |
| Kanada (MC)                  | 3× Platin                                                              | 316.000   |
| Mexiko (AMPROFON)            | Platin                                                                 | 150.000   |
| Neuseeland (RMNZ)            | Gold                                                                   | 7.500     |
| Niederlande (NVPI)           | Gold                                                                   | (40.000)  |
| Österreich (IFPI)            | Platin                                                                 | (40.000)  |
| Schweden (IFPI)              | Gold                                                                   | (40.000)  |
| Schweiz (IFPI)               | Platin                                                                 | (40.000)  |
| Spanien (Promusicae)         | Platin                                                                 | (100.000) |
| Südafrika (RISA)             | Platin                                                                 | 50.000    |
| Ungarn (MAHASZ)              | Gold                                                                   | (10.000)  |
| Vereinigte Staaten (RIAA)    | 4× Platin                                                              | 4.400.000 |
| Vereinigtes Königreich (BPI) | Platin                                                                 | (477.000) |
| Insgesamt                    | 7× Gold · 23× Platin ·                                                 | 7.353.500 |

Hauptartikel: Britney Spears/Auszeichnungen für Musikverkäufe